# Christian Kratz

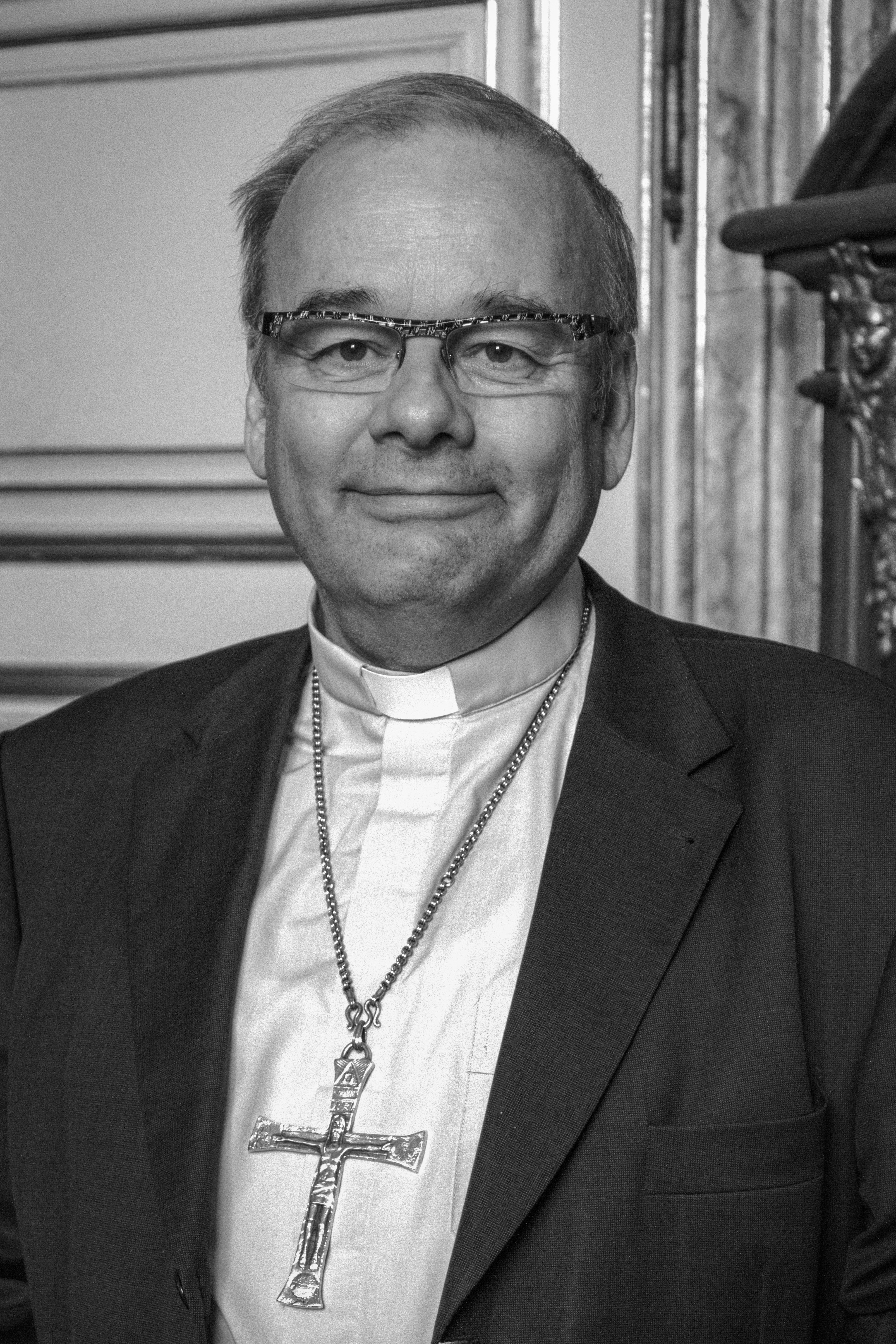
Christian Kratz

Wappen von Christian Kratz

Christian George Nicolas Kratz (* 28. Januar 1953 in Straßburg) ist Weihbischof in Straßburg.

## Leben
Christian Kratz empfing am 25. Juni 1978 die Priesterweihe.
Papst Johannes Paul II. ernannte ihn am 18. Dezember 2000 zum Titularbischof von Themisonium und zum Weihbischof in Straßburg. Die Bischofsweihe spendete ihm der Erzbischof von Straßburg, Joseph Doré PSS, am 14. Januar 2001; Mitkonsekratoren waren Léon Hégelé, emeritierter Weihbischof in Straßburg, und Paul Friedrich Wehrle, Weihbischof in Freiburg. Als Wahlspruch wählte er Si tu savais le don de Dieu.